# Giardino botanico alpino Chanousia
Il giardino alpino Chanousia (in francese Jardin botanique alpin Chanousia) è un giardino alpino nel dipartimento francese della Savoia, situato a 2175 m di altitudine presso il colle del Piccolo San Bernardo, al confine con l'Italia. È aperto al pubblico da luglio alla seconda domenica di settembre.

## Storia
Dal 1860 al 1909 l'ospizio del Piccolo San Bernardo, allora in territorio italiano, fu diretto dall'abate Pierre Chanoux. Quest'ultimo, appassionato di botanica, a partire dal 1880 realizzò davanti all'ospizio un piccolo giardino alpino, la cui nascita «venne formalizzata nel 1893 con una delibera del comune di La Thuile. Il giardino fu chiamato Chanousia in onore del suo fondatore.
Successivamente diretto, tra gli altri, da Lino Vaccari e Marco De Marchi, arrivò a ospitare oltre 4000 specie di piante alpine. Si può considerare uno dei primi giardini a ospitare centinaia di specie, locali e non.
Devastato dai combattimenti della seconda guerra mondiale, al termine della quale il trattato di Parigi lo assegnò alla Francia, rimase in stato di abbandono fino al 1978, quando riaprì per iniziativa della Societé de la flore valdôtaine e del suo direttore Efisio Noussan.
Nonostante si trovi in territorio francese, è di proprietà del comune di La Thuile e dell'Ordine Mauriziano.

## Gli ambienti

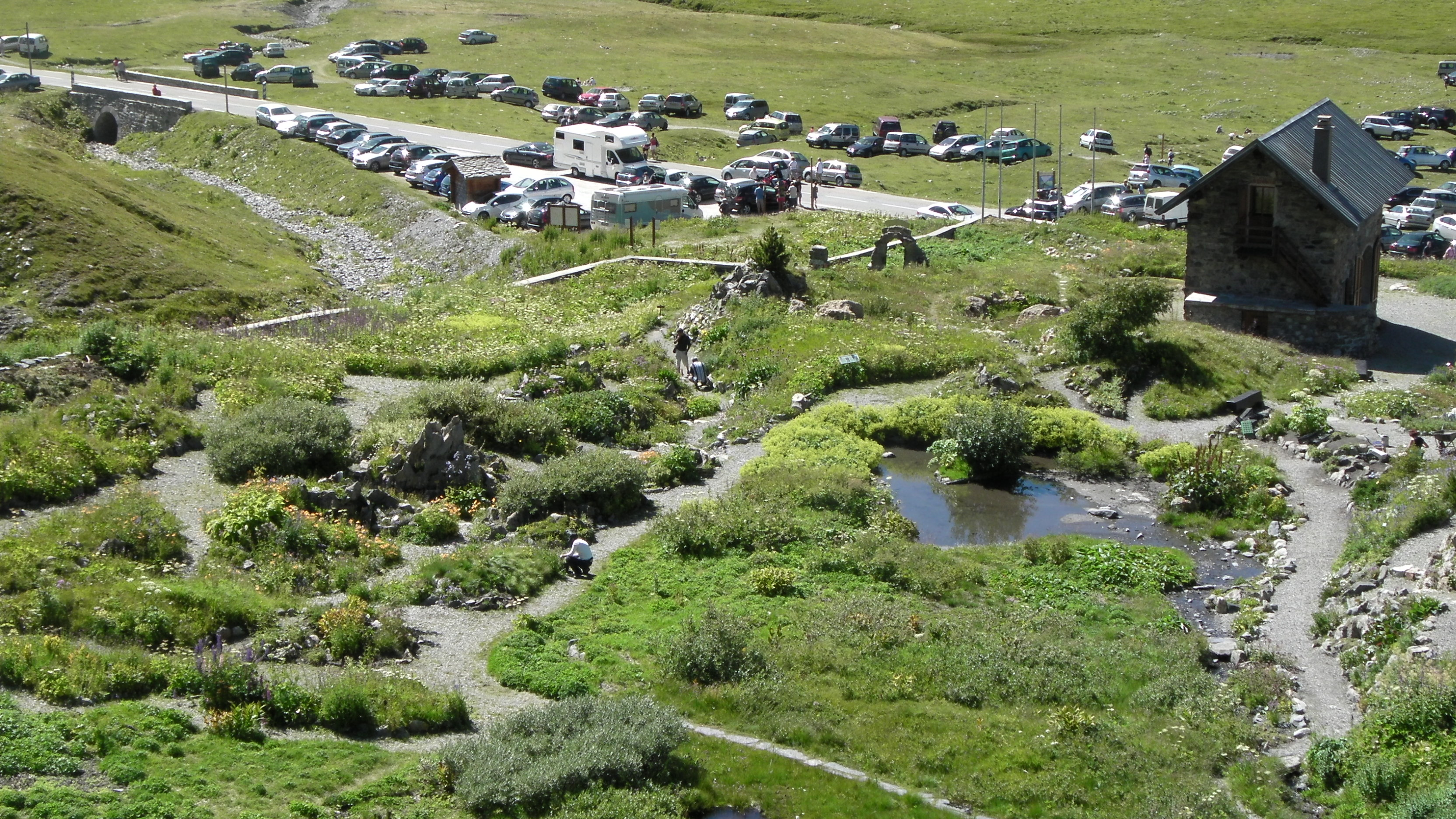
Vista dall'alto del giardino botanico

Il giardino Chanousia è suddiviso in ambienti tematici:
- le rupi silicee
- il macereto[4] siliceo
- le rupi calcaree
- il macereto calcareo
- la prateria alpina
- il megaforbieto
- l'ambiente di greto
- la torbiera
- il prato umido e il laghetto.

Il semenzaio e le roccere sono in corso di ristrutturazione.